# 小花苣苔
小花苣苔（学名：Chiritopsis repanda）为苦苣苔科小花苣苔属下的一个种。

## 扩展阅读
- 維基物種上的相關：小花苣苔